# Orkdal

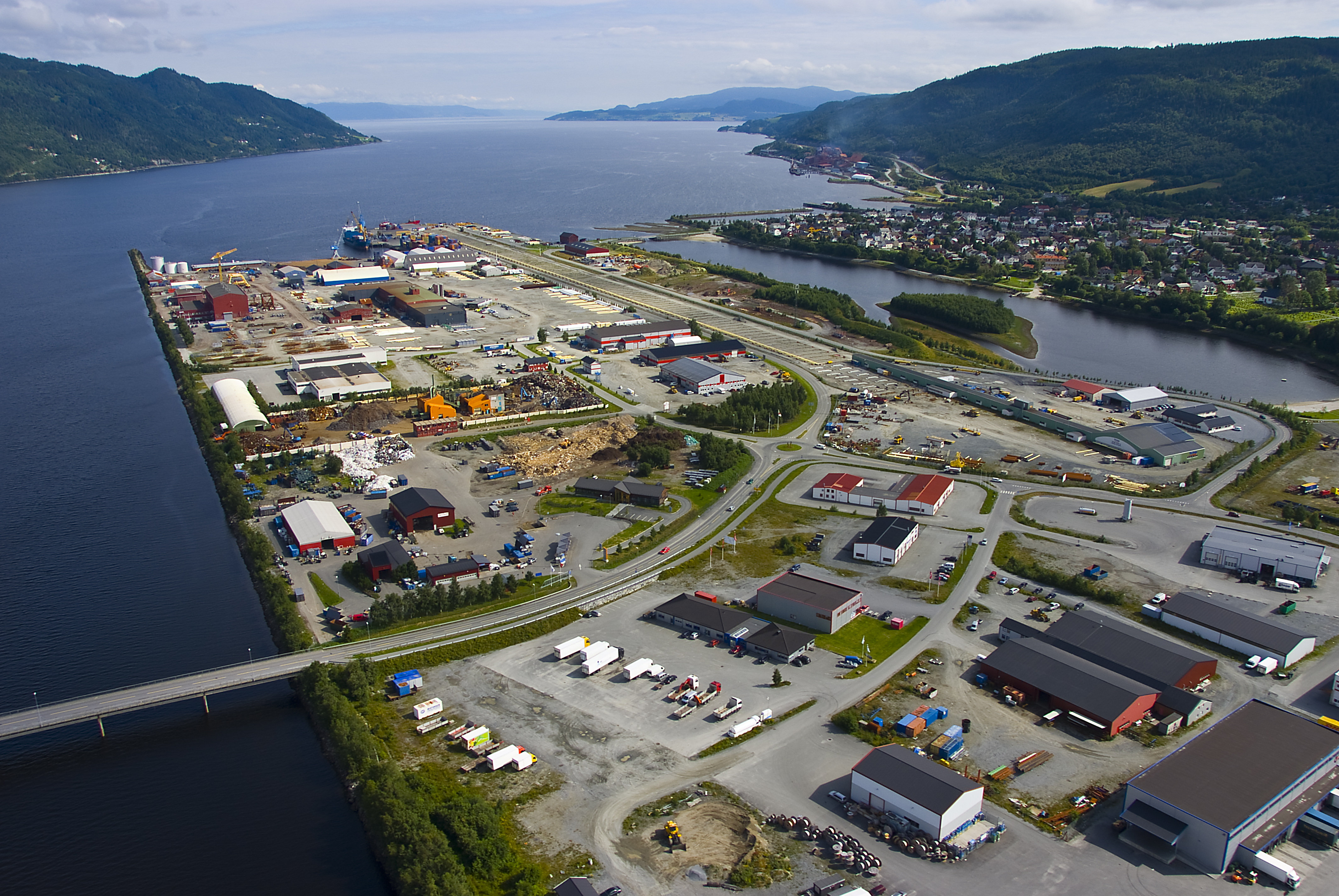
Blick auf das Hafengebiet Grønøra bei Orkanger mit der Orklamündung (linker Bildrand) in den Orkdalsfjord (hinten)

Orkdal war eine Kommune (Gemeinde) im mittelnorwegischen Trøndelag. Der Sitz der Verwaltung lag in Orkanger. Im Zuge der Kommunalreform in Norwegen wurden Orkdal, Agdenes, Meldal und der Hauptteil von Snillfjord zum 1. Januar 2020 zur neuen Kommune Orkland zusammengelegt.
Auf einer Fläche von 593 km² lebten 12.086 Einwohner (Stand: 1. Januar 2019). Die Kommunennummer war 5024.
Ein Großteil der Bevölkerung konzentrierte sich auf die Orte Orkanger und Fannrem an der Mündung des Flusses Orkla in den Orkdalsfjord, einen Arm des Trondheimfjords. Die Haupterwerbszweige waren Lachsfang und Landwirtschaft.

## Geschichte
Das Prestegjeld von Orkdal wurde am 1. Januar 1838 als Gemeinde gegründet. Am 1. Juli 1920 wurden der Hafen von Orkanger (1.715 Einwohner) und der südliche Distrikt von Orkland (1.760 Einwohner) von Orkdal getrennt, um separate Gemeinden zu bilden. In den 1960er-Jahren kam es aufgrund der Arbeit des Schei-Komitees in ganz Norwegen zu zahlreichen kommunalen Zusammenschlüssen. Am 1. Januar 1963 wurden die Gemeinden Orkanger, Orkland und Geitastrand mit Orkdal zusammengelegt, um eine neue, größere Gemeinde von Orkdal zu bilden.

### Name
Die altnordische Form des Namens war Orkardalr. Der erste Teil Ork ist der Genitiv des Namens des Flusses Ork (jetzt Orkla) und der letzte Teil ist Dalr, was „Tal“ bedeutet. Historisch wurde der Name Orkedalen geschrieben.

### Wappen

Wappen von Orkdal

Das Wappen wurde am 25. April 1986 verliehen. Es zeigt eine silberne Linie auf grünem Grund, die die Orkla darstellt, die durch das fruchtbare Tal des Orkdalen in der gesamten Gemeinde verläuft und von der der Gemeindename abgeleitet ist.

### Kirchen
Die Norwegische Kirche hat vier Pfarrbezirke (sokn) innerhalb der Gemeinde Orkdal. Es ist Teil der Orkdal Prosti (Dekanat) im Bistum Nidaros.

## Persönlichkeiten
- Johan Bojer (1872–1959), Schriftsteller
- Nils Arne Eggen (1941–2022), Fußballspieler und -trainer
- Kåre Gjønnes (1942–2021), Politiker
- Jorodd Asphjell (* 1960), Politiker
- Roar Ljøkelsøy (* 1976), Skispringer und Skisprungtrainer
- Christian Meyer (* 1977), Skispringer und Skisprungtrainer
- Guri Melby (* 1981), Sprachwissenschaftlerin und Politikerin
- Kurt Mosbakk (* 1934), Politiker
- Anders Oddli (* 1994), Radsportler
- Viktor Durasovic (* 1997), Tennisspieler

## Städtepartnerschaften
Partnerstadt von Orkdal war Mostar in Bosnien und Herzegowina.